# Gran Abuelo
Le Gran Abuelo est un Fitzroya cupressoides (ou Fitzroya patagonica) dénommé ainsi car il est considéré comme un des organismes vivant non-clonal le plus âgé de la planète.

## Présentation
Haut de 28 mètres, le Gran Abuelo (signifiant « arrière grand père », en espagnol) pourrait être l’arbre le plus vieux du monde. Selon certaines estimations (dont celle d'Antonio Lara, chercheur à l’Université australe du Chili et au Centre chilien des sciences du climat et de la résilience), il serait âgé de quelque 5 000 ans. L'arbre serait ainsi plus vieux que le doyen actuellement reconnu, le « Mathusalem », un pin Bristlecone de 4 850 ans, préservé dans un endroit tenu secret aux États-Unis. Il se situe dans la région de Los Rios, à 800 km au sud de Santiago,.
L'arbre se situe dans le parc national Alerce Costero, un parc de région des fleuves (Los Rios), à environ 800 km au sud de Santiago du Chili.

## Datation
Afin de calculer l'âge de cet arbre, les chercheurs n'ont pas pu utiliser les méthodes de datation classiques et ont dû compter sur un échantillon partiel du tronc de l'arbre, sur des modélisations statistiques basées sur la croissance d'autres arbres de la même famille dans cette région du Chili, méthode discutée.